# タマル・ベルチャシヴィリ
タマル・ベルチャシヴィリ（グルジア語: თამარ ბერუჩაშვილი、1961年4月9日 – ）は、ジョージアの外交官、政治家。2014年11月11日から2015年9月1日までジョージア外務大臣を務め、2016年3月から在イギリス大使に就任した。

## 経歴
貿易・対外経済関係大臣（1998年–2000年）、外務副大臣（2000年–2003年）、欧州大西洋統合大臣（2004年）を歴任。また2000年から2010年までトビリシ国立大学で教員として勤務。
2013年から2014年まで再び外務副大臣を務めた後、2014年11月11日に外部大臣に就任。2015年9月1日に退任しギオルギ・クヴィリカシヴィリに引き継いだ。
その後ベルチャシヴィリは新たな在イギリス大使に指名され、2016年3月に着任。